# Władysław Bartosik
Władysław Bartosik ps. „Broda” (ur. 15 września 1890 w Raszynie, zm. 27 czerwca 1940 w Lubzinie) – major dyplomowany piechoty Wojska Polskiego, uczestnik I wojny światowej i wojny polsko-bolszewickiej, w czasie okupacji hitlerowskiej organizator i pierwszy inspektor Inspektoratu ZWZ Rzeszów, zamordowany przez Niemców.

## Życiorys

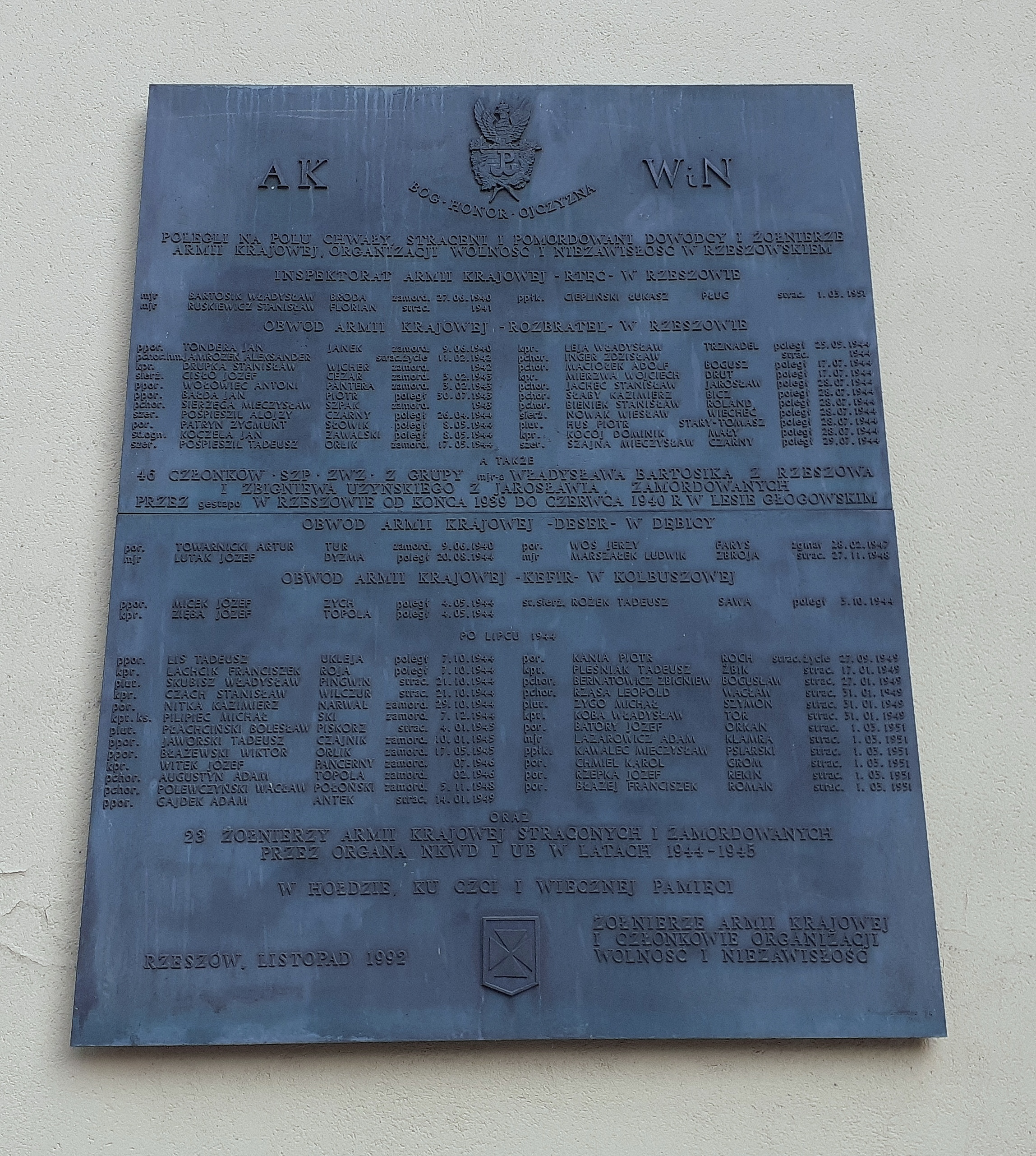
Tablica na bazylice Wniebowzięcia Najświętszej Maryi Panny w Rzeszowie upamiętniająca członków AK i WiN, wśród których wymieniony został mjr Władysław Bartosik

Władysław Bartosik ukończył szkołę realną w Łowiczu i szkołę Wawelberga i Rotwanda. Około 1905 roku był związany z konspiracją Polskiej Partii Socjalistycznej. Po uzyskaniu w 1911 roku świadectwa dojrzałości wstąpił do szkoły wojskowej w Kazaniu. Dwa lata później otrzymał promocję oficerską. Jako podporucznik armii rosyjskiej wziął udział w walkach I wojny światowej. Był ranny pod Huminem, w 1916 roku awansował do stopnia porucznika. W grudniu 1917 roku dołączył do Korpusu Polskiego generała Dowbora-Muśnickiego.
W czerwcu 1919 roku wstąpił do pułku Jazdy Tatarskiej. Wziął udział w walkach z bolszewikami w 1919 i 1920 roku, był wyróżniony za walki nad Strypą i awansowany do stopnia kapitana.
Z dniem 1 grudnia 1924 awansował na majora ze starszeństwem z dniem 15 sierpnia 1924 i 124. lokatą w korpusie oficerów piechoty. W lutym 1925 roku został przeniesiony z Oddziału III Sztabu Generalnego do 60 pułku piechoty w Ostrowie Wielkopolskim na stanowisko dowódcy II batalionu. Z dniem 1 listopada 1925 został przydzielony do Wyższej Szkoły Wojennej w Warszawie, w charakterze słuchacza Kursu Normalnego 1925–1927. W czasie studiów pozostawał w ewidencji 60 pułku piechoty. Z dniem 28 października 1927, po ukończeniu kursu i otrzymaniu dyplomu naukowego oficera Sztabu Generalnego, został przydzielony do dowództwa 15 Dywizji Piechoty w Bydgoszczy na stanowisko szefa sztabu. Od 1929 roku był szefem Oddziału Operacyjno-Wyszkoleniowego Dowództwa Korpusu Ochrony Pogranicza w Warszawie. W 1931 był szefem wydziału w Biurze Ogólno Organizacyjnym Ministerstwa Spraw Wojskowych w Warszawie. W kwietniu 1931 ukończył trzytygodniowy kurs informacyjny broni pancernych dla oficerów sztabowych i dyplomowanych w Centrum Wyszkolenia Broni Pancernych. W 1932 został dowódcą 2 batalionu strzelców w Tczewie. W listopadzie 1933 został przeniesiony do Szkoły Podchorążych Inżynierii w Warszawie na stanowisko wykładowcy. Na tym stanowisku pozostawał w 1935 roku. Do przejścia w stan spoczynku w 1939 roku był komendantem Powiatowej Komendy Uzupełnień w Rzeszowie. W tym czasie był aktywnym sportowcem, należał między innymi do sekcji bokserskiej Resovii.
Był encyklopedystą. Został wymieniony w gronie edytorów ośmiotomowej Encyklopedii wojskowej wydanej w latach 1931–1939 gdzie zredagował hasła związane ze szkolnictwem wojskowym .
Do wybuchu II wojny światowej pracował jako szef bezpieczeństwa Oddziału Zakładów H. Cegielskiego w Rzeszowie. Zmobilizowany wziął udział w kampanii wrześniowej, następnie powrócił do Rzeszowa, gdzie włączył się w organizację pierwszych struktur konspiracyjnych Służby Zwycięstwu Polski i Związku Walki Zbrojnej. Miał m.in. 4 października 1939 przy ul. Podzamcze w Rzeszowie zaprzysiąc do SZP st. ogn. Jana Koczelę, który następnie organizował struktury konspiracji wojskowej w Strzyżowie. Został pierwszym inspektorem Inspektoratu Rzeszów. W wyniku zdrady 19 kwietnia 1940 roku Gestapo aresztowało jego adiutanta, Jana Tonderę, zaś 26 kwietnia majora Bartosika. Był przesłuchiwany i torturowany w więzieniu na Zamku. Został rozstrzelany 27 czerwca 1940 roku w zbiorowej egzekucji w lesie w pobliżu miejscowości Lubzina. Pochowany na cmentarzu wojskowym w Dębicy.

## Ordery i odznaczenia
- Złoty Krzyż Zasługi (19 marca 1931)[10]
- Odznaka Pamiątkowa Generalnego Inspektora Sił Zbrojnych (12 maja 1936)